# Parlez-moi d'amour (film, 1975)
Pour les articles homonymes, voir Parlez-moi d'amour.
Pour plus de détails, voir Fiche technique et Distribution.
Parlez-moi d'amour est un film français de Michel Drach, sorti en 1975.

## Synopsis
Daniel, déçu par le comportement de sa mère, quitte le domicile familial, cesse de se rendre au lycée et s'installe chez une voisine. Grâce à cette dernière, il obtient un emploi dans la clinique où elle travaille. Malgré l'aide de son père, qui s'est remarié, il ne réussit pas à vivre normalement : il s'ennuie, restant sans projet. Sa rencontre avec Anne, une jeune comédienne, va bouleverser son existence.

## Fiche technique
- Titre : Parlez-moi d'amour
- Réalisation : Michel Drach
- Scénario : Gilbert Tanugi
- Photographie : William Lubtchansky
- Musique : Alan Reeves
- Son : Alain Sempé
- Décors : Éric Simon
- Montage : Geneviève Winding
- Société de production : Port-Royal Films
- Directeur de production : Daniel Deschamps
- Pays de production :  France
- Durée : 98 minutes
- Date de sortie : 
  - France : 29 octobre 1975

## Distribution
- Louis Julien : Daniel
- Nathalie Roussel : Anne
- Andréa Ferréol : la voisine
- Joëlle Bernard : la mère
- Michel Aumont : le père
- Zouc : la sœur d'Anne
- Patrick Le Mauff : le Prince charmant
- Nelly Borgeaud
- Philippe Clévenot
- Pierre Destailles : M. Osaye
- Gérard Hérold
- Jean Topart